# Кастрільйо-де-Кабрера
Кастрільйо-де-Кабрера (ісп. Castrillo de Cabrera) — муніципалітет в Іспанії, у складі автономної спільноти Кастилія-і-Леон, у провінції Леон. Населення — 152 особи (2010).
Муніципалітет розташований на відстані близько 320 км на північний захід від Мадрида, 85 км на захід від Леона.
На території муніципалітету розташовані такі населені пункти: (дані про населення за 2010 рік)
- Кастрільйо-де-Кабрера: 37 осіб
- Маррубіо: 22 особи
- Носеда-де-Кабрера: 7 осіб
- Ногар: 26 осіб
- Одольйо: 44 особи
- Саседа: 16 осіб

## Демографія
Динаміка населення (INE ):